# Катал Ку-кен-матайр

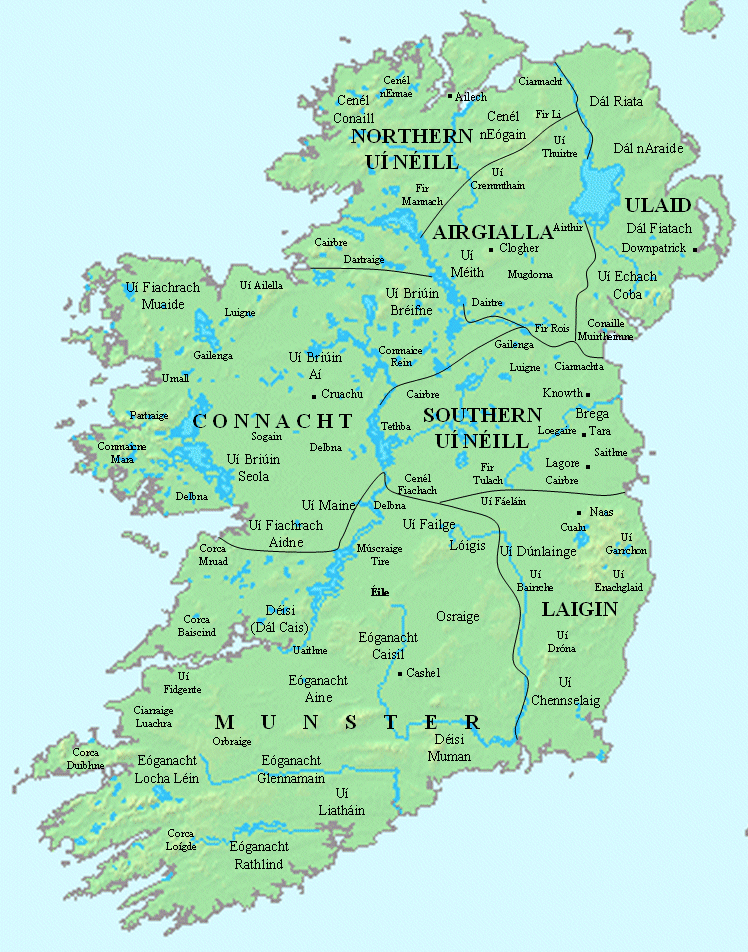
Ирландия в Раннее Средневековье

Катал Ку-кен-матайр (др.‑ирл. Cathal Cú-cen-máthair; 602—665 или 666) — король Мунстера (662—665/666) из рода Глендамнахских (Глендамайнских) Эоганахтов.

## Биография
Катал Ку-кен-матайр был одним из семи сыновей Катала мак Аэдо, правившего Мунстером в 620-х годах. Его рождение упоминается в «Анналах Тигернаха» в записях о событиях 602 года. Владения семьи Катала охватывали прилежащие к горам Галти территории. Резиденция правителей Глендамнахских Эоганахтов находилась в окрестностях современного Глануэрта. Прозвище Катала — Ку-кен-матайр (др.‑ирл. Cú-cen-máthair) — переводится как «Пёс без матери».
В 662 году Катал Ку-кен-матайр овладел престолом Мунстера, став преемником скончавшегося короля Маэнаха мак Фингина из Кашелских Эоганахтов. В трактате «Laud Synchronisms» сообщается, что Катал правил королевством три года. До нашего времени сохранилось написанное его современником, поэтом Луккретом мокку Херай, стихотворение, прославляющее короля Катала и его предков. Вероятно, именно этому правителю Мунстера был посвящён цикл стихотворений Луккрета о родословиях некоторых из Эоганахтов.
О правлении Катала Ку-кен-матайра известно не очень много. В ирландских анналах упоминается о состоявшемся в 665 году сражении при Лох Фене (современном Лохфейне), в котором мунстерцы одержал победу над войском коннахтцев. Упоминается, что в сражении погиб король мунстерского септа Корко Байскинд Таламнах мак Лайдкейнн.
Значительно более пристальное внимание средневековые авторы, писавшие о событиях 660-х годов, уделяли тем многим бедствиям, которые постигли Ирландию в то время. В анналах сообщается о солнечном затмении 1 мая 664 года и случившемся вскоре землетрясении, которые, якобы, были предвестниками эпидемии чумы, обрушившейся на остров 1 августа 664 года. Среди многочисленных жертв этой болезни был и король Катал Ку-кен-матайр, скончавшийся в 665 или в 666 году. Его преемником в королевском сане стал Колгу мак Файльбе Флайнн из рода Кашелских Эоганахтов.
Согласно средневековым генеалогиям (в том числе, сохранившимся в «Мунстерской книге»), сыновьями Катала Ку-кен-матайра были Фингуне и Айлиль, также как и их отец владевшие престолом Мунстера.